# Кипар на Европском првенству у атлетици у дворани 2011.
Кипар је учествовао на 31. Европском првенству у дворани 2011. одржаном у Паризу, Француска, од 4. до 6. марта. Ови је било 18. учешће Кипра на европским првенствима у дворани од 1980. кад је први пут учествовао. Репрезентацију Кипра представљало је троје спортиста који су се такмичили у четири дисциплине.
На овом првенству представници Кипра нису освојили ниједну медаљу, нити је оборен неки рекорд.

## Учесници
| Мушкарци: - Панајотис Јоану — 60 м - Захаријас Арнос — Скок удаљ, Троскок | Жене: - Dimitra Arachoviti — 60 м препоне |  |

## Резултати

### Мушкарци
| Атлетичар       | Дисциплина | Лични рекорд | Квалификације | Квалификације | Полуфинале           | Полуфинале           | Финале               | Финале       | Детаљи                                 |
| Атлетичар       | Дисциплина | Лични рекорд | Резултат      | Место         | Резултат             | Место                | Резултат             | Место        | Детаљи                                 |
| --------------- | ---------- | ------------ | ------------- | ------------- | -------------------- | -------------------- | -------------------- | ------------ | -------------------------------------- |
| Панајотис Јоану | 60 м       | 6,71         | 6,80          | 6. у гр. 5    | Није се квалификовао | Није се квалификовао | Није се квалификовао | 27 / 35 (36) | Архивирано на веб-сајту (16. јул 2011) |
| Захаријас Арнос | Скок удаљ  |              | 7,20          | 12. у гр. А   |                      |                      | Није се квалификовао | 26 / 35 (36) | Архивирано на веб-сајту (29. јул 2012) |
| Захаријас Арнос | Троскок    |              | 15,77         | 21            | Није се квалификовао | 21 / 23 (25)         | [ мртва веза ]       |              |                                        |

### Жене
| Атлетичарка        | Дисциплина   | Лични рекорд | Квалификације | Квалификације | Полуфинале            | Полуфинале            | Финале                | Финале       | Детаљи                                 |
| Атлетичарка        | Дисциплина   | Лични рекорд | Резултат      | Место         | Резултат              | Место                 | Резултат              | Место        | Детаљи                                 |
| ------------------ | ------------ | ------------ | ------------- | ------------- | --------------------- | --------------------- | --------------------- | ------------ | -------------------------------------- |
| Dimitra Arachoviti | 60 м препоне | 8,34         | 8,43          | 6. у гр. 3    | Није се квалификовала | Није се квалификовала | Није се квалификовала | 22 / 24 (25) | Архивирано на веб-сајту (29. јул 2012) |